# Orthobula sicca
Orthobula sicca is een spinnensoort uit de familie van de Trachelidae.
De wetenschappelijke naam van de soort werd in 1903 gepubliceerd door Eugène Simon.